# 莫罗佐沃农村居民点 (沃洛格达州)
莫罗佐沃农村居民点（俄语：Сельское поселение Морозовское）是俄罗斯联邦沃洛格达州韦尔霍瓦日耶区所属的一个农村居民点。其下辖有19个居民点，行政中心为莫罗佐沃。据2015年统计，该农村居民点的人口为847人。